# 外壳脚本
外壳脚本（英語：Shell script），又稱Shell脚本、Shell命令稿、程式化腳本，是一種電腦程式使用的文字檔案，內容由一連串的shell命令組成，經由Unix Shell直譯其內容後運作。被當成是一種腳本語言來設計，其運作方式與直譯語言相當，由Unix shell扮演命令行直譯器的角色，在讀取shell脚本之後，依序執行其中的shell命令，之後輸出結果。利用shell脚本可以進行系統管理，檔案操作等。
在Unix及所有的類Unix系統中，如Linux、FreeBSD等作業系統，都存在shell脚本。依照Unix shell的各種不同類型，shell脚本也有各種不同方言。在DOS、OS/2、Microsoft Windows中的批次檔，跟shell脚本有類似的功能。

## 外部連結
- An Introduction To Shell Programming by Greg Goebel（页面存档备份，存于）
- UNIX / Linux shell scripting tutorial by Steve Parker（页面存档备份，存于）
- Shell Scripting Primer (Apple)（页面存档备份，存于）
- What to watch out for when writing portable shell scripts by Peter Seebach
- Free Unix Shell scripting books（页面存档备份，存于）